# Марк Калідій
Марк Калідій (*Marcus Calidius, д/н —48 до н. е.) — політичний діяч та красномовець часів падіння Римської республіки.

## Життєпис
Походив з плебейського роду Калідіїв. Син Квінта Калідія, претора 79 року до н. е. Здобув гарну освіту. Цицерон хвалив його чіткий та зрозумілий стиль виступів. був яскравим представником аттичного красномовства у Римі. Першим відомим виступом було звинувачення у 64 році до н. е. Квінта Галлія у хабарництві.
У 57 році до н. е. обирається претором. На цій посаді підтримував Марка Туллія Цицерона. У 54 році до н. е. разом з Цицероном захищав Марка Емілія Сквара, потім Авла Габінія. Того ж року був адвокатом мешканців острова Тенедос. У 52 році до н. е. виступав захисником Тита Мілона.
У 51 році до н. е. висунув свою кандидатуру на посаду консула, але програв вибори. У 49 році до н. е. з початком громадянської війни між гаєм Юлієм Цезарем та Гнеєм Помпеєм великим підтримав першого. За це отримав посаду прокоснула Галлії Тогати. На цій посаді помер у 48 році до н. е.